# Colapso de templete durante mitin en San Pedro Garza García
El colapso de templete durante mitin en San Pedro Garza García ocurrió el 22 de mayo de 2024, durante el cierre de campaña de Lorenia Canavati, candidata de Movimiento Ciudadano a la alcaldía de San Pedro Garza García, en el estado mexicano de Nuevo León, cuando un fuerte viento provocó la caída del templete y escenario donde se celebraba el evento. En el incidente fallecieron 10 personas y alrededor de 200 resultaron heridas.

## Antecedentes

### Campaña política
Horas antes del evento, Canavati había compartido en sus redes sociales una invitación a sus simpatizantes para acudir al cierre de campaña a partir de las 18:00 en el Campo de Béisbol El Obispo, donde también se presentaría el grupo musical Bronco. Además de Canavati, otros candidatos de Movimiento Ciudadano fueron invitados a participar en el evento. Entre ellos se encontraban Jorge Álvarez Máynez, en ese entonces candidato presidencial; Martha Patricia Herrera González, candidata al Senado por Nuevo León; y Javier Ernesto González Jiménez, candidato a diputado federal.

### Condiciones meteorológicas
A las 18:21 (hora local), CONAGUA advirtió sobre la posibilidad de lluvias fuertes, acompañadas de descargas eléctricas y granizo en la región. El Servicio Meteorológico Nacional también pronosticó rachas de viento de 50 a 70 km/h en Nuevo León, con la posibilidad de formación de tornados o torbellinos en el norte del estado.

## Colapso
Aproximadamente a las 20:08, mientras el evento se desarrollaba, fuertes ráfagas de viento derribaron el templete y la pantalla gigante del escenario, impactando a los asistentes que se encontraban en las primeras filas. Se reportó que las personas ubicadas más lejos del escenario lograron escapar.

## Víctimas
En el momento del siniestro, había más de 10 000 asistentes presentes, quienes captaron el momento exacto del desplome. Los heridos fueron trasladados a diversos hospitales de la localidad para recibir atención médica. Al día siguiente, el gobierno estatal confirmó que el número de víctimas mortales ascendía a nueve personas —ocho adultos y un menor de edad—.
De acuerdo a la Secretaría de Salud estatal, se atendieron a un total de 213 personas que presentaron diversas afectaciones, incluyendo heridas y lesiones menores. La víctima más reciente falleció el 16 de junio mientras era atendida en el hospital. Con esta muerte, la cifra total de fallecidos por la tragedia asciende a 10.
La senadora Laura Ballesteros, coordinadora de la campaña de Máynez, requirió cirugía por una fractura de tobillo.

## Respuesta
Elementos de la Policía Municipal, Protección Civil, Guardia Nacional y el Ejército Mexicano, quienes se encontraban en el lugar para otorgar protección a los candidatos y a los asistentes al evento dada la ola de violencia que azota la región; iniciaron las labores de rescate, primeros auxilios y traslado de heridos a varios hospitales. La Secretaría de la Defensa Nacional activó el Plan DN-III-E para atender la emergencia.
Tras la tragedia, Jorge Álvarez Máynez, aspirante presidencial de Movimiento Ciudadano, quien se encontraba en el evento, informó a través de su cuenta de X estar a salvo. Canavati lamentó el accidente y aseguró estar en coordinación con las autoridades para brindar apoyo.
El gobernador de Nuevo León, Samuel García, emitió un video en sus redes sociales instando a la ciudadanía a resguardarse debido a los fuertes vientos, haciendo referencia al incidente. Dos horas después, el gobernador acudió al lugar del siniestro para informar a los medios de comunicación el número preliminar de víctimas. Al día siguiente, ofreció una conferencia de prensa en la que señaló que la tormenta los había tomado «por sorpresa», ya que no se habían pronosticado tormentas en la ciudad. Anunció que el gobierno estatal se haría cargo de los gastos médicos, funerarios y sociales; además otorgaría becas y apoyo económico a los menores que perdieron a sus padres en el evento.

## Investigación
Las primeras investigaciones señalan que el colapso del templete habría sido causado por una microrráfaga, un cambio abrupto en la dirección y velocidad del viento que puede llegar a intensidades de hasta 100 km/h. Según Protección Civil estatal, el derrumbe de la estructura se atribuye a estas condiciones climáticas extremas, y descartó cualquier negligencia en la supervisión del inmueble por parte de Protección Civil municipal, la dependencia encargada de certificar la seguridad del evento. Sin embargo, se consideran posibles deficiencias en la construcción del templete como factor adicional. 
El 23 de mayo de 2024, la Fiscalía General de Justicia del estado abrió una carpeta de investigación para determinar las causas del accidente.

## Reacciones
El presidente Andrés Manuel López Obrador, junto con las candidatas presidenciales Claudia Sheinbaum y Xóchitl Gálvez, expresaron su solidaridad y enviaron sus mejores deseos a los afectados por el siniestro.